# Paedalgus infimus
Paedalgus infimus är en myrart som först beskrevs av Santschi 1913.  Paedalgus infimus ingår i släktet Paedalgus och familjen myror. Inga underarter finns listade i Catalogue of Life.